# Mariana Stănescu
Mariana Stănescu (n. 12 septembrie 1959, Beiuș, județul Bihor) este o interpretă a folclorului românesc.

## Biografie
În 1975, devine interpretă de muzică populară în Ansamblul Tineretului Lioara din Oradea.
În 1979, a absolvit studiile liceale la Oradea - profil Filologie Istorie.
Începând din 1980, participă la festivalurile și concursurile folclorice și de artă tradițională populară, câștigând numeroase premii de-alungul timpului.
În 1982, a absolvit Școala Populară de Artă din Oradea, clasa Silvia Pop D. Popa.
În 1996, a absolvit Facultatea de Artă, secția Etnomuzicologie și Folclor, din cadrul Universității Hyperion din București.
În 1996, devine membră a Asociației Creatorilor Populari din Balcani.
În prezent, redactor muzical la Radio Antena Satelor.

## Discografie
Lumea mea - 2006